# PKIG
PKIG‏ (CAMP-dependent protein kinase inhibitor gamma) هوَ بروتين يُشَفر بواسطة جين PKIG في الإنسان.